# アーティスト (テレビ番組)
『アーティスト』は、TBS系列で2013年4月18日（17日深夜）から2014年3月20日（19日深夜）まで放送されていた音楽番組である。

## 概要
MCの大宮エリーが、毎回違うアーティストをゲストに迎えてトークやライブを行うシンプルな音楽番組である。

## 出演者

### MC
- 大宮エリー

## ネット局
| 放送対象地域 | 放送局                | 系列    | 放送期間                      | 放送日時                     | 遅れ       |
| ------------ | --------------------- | ------- | ----------------------------- | ---------------------------- | ---------- |
| 関東広域圏   | TBSテレビ（TBS）      | TBS系列 | 2013年4月18日 - 2014年3月20日 | 木曜 0:28 - 0:58（水曜深夜） | 製作局     |
| 山形県       | テレビユー山形（TUY） | TBS系列 | 2013年4月18日 - 2014年3月20日 | 木曜 0:28 - 0:58（水曜深夜） | 同時ネット |
| 静岡県       | 静岡放送（SBS）       | TBS系列 | 2013年4月18日 - 2014年3月20日 | 木曜 0:28 - 0:58（水曜深夜） | 同時ネット |

長崎放送では2013年11月19・26日（23:58 - 翌0:28）に、毎日放送では2013年11月25日（24日深夜、0:50 - 1:50）に、北海道放送では2014年3月1日（2月28日深夜）・3月15日（14日深夜、0:20 - 0:51）にそれぞれ単発放送された。

### 過去のネット局
| 放送対象地域   | 放送局              | 系列    | 放送期間                 | 放送日時                     | 遅れ       |
| -------------- | ------------------- | ------- | ------------------------ | ---------------------------- | ---------- |
| 石川県         | 北陸放送（MRO）     | TBS系列 | 2013年4月18日 - 6月27日  | 木曜 0:28 - 0:58（水曜深夜） | 同時ネット |
| 岩手県         | IBC岩手放送（IBC）  | TBS系列 | 2013年4月18日 - 9月26日  | 木曜 0:28 - 0:58（水曜深夜） | 同時ネット |
| 中京広域圏     | 中部日本放送（CBC） | TBS系列 | 2013年4月23日 - 10月31日 | 火曜 0:58 - 1:28（月曜深夜） | 7日遅れ    |
| 岡山県・香川県 | 山陽放送（RSK）     | TBS系列 | 2013年5月2日 - 6月27日   | 木曜 0:23 - 0:53（水曜深夜） | 14日遅れ   |

## スタッフ

### 最終回時点
- 構成：大宮エリー
- タイトルロゴ：原田祐馬（UMA / Design Farm）
- TM：長谷川晃司
- TD：荒木健一
- CAM：中野啓
- VE：藤本剛
- 照明：柴崎友美
- 音声：森和哉
- PA：小暮倫見
- 音効：伊藤誠、竹田周二
- 編集：安藤賀一
- MA：細川尚史、新田領
- 美術プロデューサー：中江大志
- 美術デザイン：山口智広
- 美術制作：半田裕記
- 装置：坂本進、山本晃靖
- 電飾：本田英喜
- 装飾：深山健太郎
- アクリル装飾：渡邊卓也
- 楽器：矢野幹夫
- ヘアメイク：大岩乃里子
- 技術協力：TBSテックス、東通、エヌ・エス・ティー、ティ・エル・シー、TAMCO
- 編成：高山暢比古
- 宣伝：安倍由美
- TK：長谷川道子
- デスク：江畑亜矢子
- 協力：大宮エリー事務所
- ディレクター：深谷俊介
- チーフディレクター：早川康弘
- プロデューサー：木田将也、志賀大士
- 製作著作：TBS